# Pierre-Marie Pory-Papy
 (avril 2009).
Si vous disposez d'ouvrages ou d'articles de référence ou si vous connaissez des sites web de qualité traitant du thème abordé ici, merci de compléter l'article en donnant les références utiles à sa vérifiabilité et en les liant à la section « Notes et références ».
Pour les articles homonymes, voir Pory et Papy.
Pierre-Marie Pory-Papy, né le 3 mai 1805 à Saint-Pierre (Martinique) et mort le 27 janvier 1874 à Versailles (Seine-et-Oise), est un avocat et homme politique français. Il est député de la Martinique de 1848 à 1849 et de 1871 à 1874.

## Biographie
Pierre-Marie Pory-Papy est fils d'un homme libre de couleur de la Martinique et de Antoinette, affranchie. Il naît alors que sa mère n'a pas encore reçu ses titres de liberté. Son père, compagnon de Cyrille Bissette, deviendra le correspondant de celui-ci durant son exil en France[réf. nécessaire].
Après des études secondaires à Aix-en-Provence couronnées par le baccalauréat en 1834, Pierre-Marie Pory-Papy fait des études juridiques à Paris.
Ses études terminées, Pierre-Marie Pory-Papy s'inscrit au barreau de Saint-Pierre le 4 novembre 1835.
Pierre-Marie Pory-Papy est en quête d'une charge d'avoué quand survient la révolution de 1848. Il va alors concrétiser son engagement politique.

## Fonctions électives

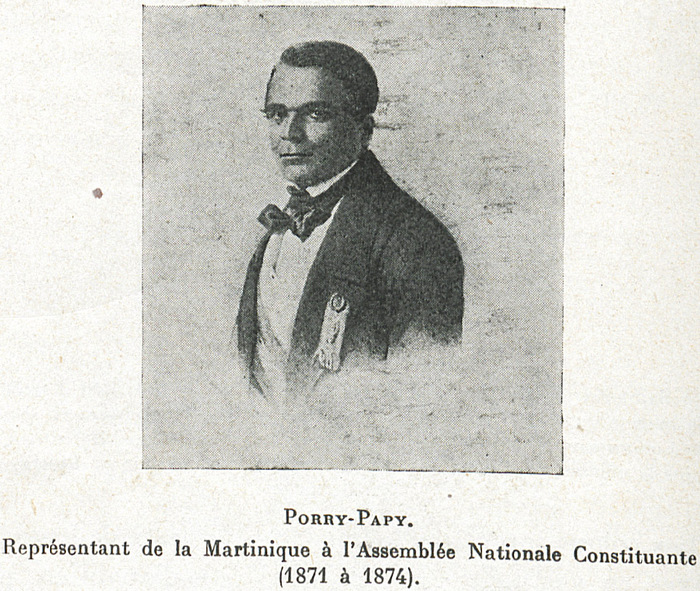
Portrait du député Pierre-Marie Pory-Papy.

Pierre-Marie Pory-Papy sera successivement élu conseiller municipal, maire adjoint, maire de Saint-Pierre et député de la Martinique.
L'agitation révolutionnaire de 1848 propulse Pierre-Marie Pory-Papy au conseil municipal de Saint-Pierre où il est chargé de la police.
Pierre-Marie Pory-Papy est devenu un personnage important de l'histoire de la Martinique, notamment pour son rôle en faveur des esclaves lors de l'insurrection anti-esclavagiste de mai 1848 à Saint-Pierre.
« Le 22 mai 1848 : L'esclave Romain, de l'habitation Duchamp, est incarcéré sur la plainte du maire de Saint-Pierre pour avoir joué du tambour pendant que les esclaves préparaient le manioc. Les esclaves de son atelier trouvant la punition excessive prennent sa défense et aidés de Pierrotins réclament sa libération devant la prison. La force est envoyée pour disperser la foule. Pierre-Marie Pory-Papy, maire adjoint mulâtre de Saint-Pierre et chargé de la police, fait relâcher le prisonnier Romain. Le maire de Saint-Pierre, Pierre Hervé favorable à l'esclavage, le convoque devant le conseil municipal pour lui demander des explications et lui exprimer sa désapprobation. Cette convocation de Pory-Papy provoque le rassemblement autour de la mairie des esclaves qui tiennent à protéger Pory-Papy. Le conseil municipal inquiet devant les évènements, vote en faveur de Pory-Papy et de l'abolition de l'esclavage. Pendant une journée et une nuit, les esclaves investissent complètement la ville de Saint-Pierre. La révolte gagne le sud de l'île et la côte atlantique. Le 23 mai 1848, confronté au soulèvement général des esclaves, le Gouverneur Claude Rostoland décrète l'abolition de l'esclavage en Martinique ».
Le 24 mai 1848, au lendemain de l'application du décret de l'abolition de l'esclavage de 1848, Pierre-Marie Pory-Papy est élu par le conseil municipal, maire de Saint-Pierre, fonction qu'il occupera jusqu'au 30 août 1848.
Pierre-Marie Pory-Papy est élu à deux reprises député de la Martinique du 9 août 1848 au 26 mai 1849 et du 8 février 1871 au 27 janvier 1874, date de son décès.